# Liste der Erzbischöfe von Polazk
Die Liste der Bischöfe und Erzbischöfe von Polazk nennt die Oberhäupter der orthodoxen Eparchie Polazk im heutigen Belarus.

## 1105–1596
- Mina (1105–1116)
- Kosma (1143–1156)
- Ilja
- Dionisij (1160–1182)
- Nikolaj (1182– )
- Wladimir (1218)
- Aleksij (1231)
- Simeon (1274)
- Jakob
- Grigorij (1331)
- Feodosij (1392–1415)
- Fotij (1415– )
- Simeon (1450)
- Kallist (1458)
- Spiridon ( –1481) (danach Metropolit von Kiew)
- Luka (1495 –1503)
- Ewfimij Okuschkowitsch (1509–1511)
- Iosif (1516–1526) (danach Metropolit von Kiew)
- Nafanail (1524–1531)
- Michail (1534– )
- Simeon (1538–1545)
- German (1553–1558)
- Gerasim Korsak (1558– )
- Grigorij Wolowitsch ( –1562)
- Arsenij Schischko (1562)
- Warsafonij Walach (1563–1576)?
- Trifon (1563–1566)
- Afanasij Palezkij (1566–1568)
- Antonij ( -1572)
- Feofan Prinskij (1576–1588)
- Kiprian (1578–1579)
- Afanasij Terlezkij (1588–1590)
- Nafanail Belizkij (1592–1595)
- Grigori Sagorski (1595–1596)

Die Eparchie ging 1596 in die unierte griechisch-katholische Kirche über.

## 1622–1661
Von 1622 bis 1661 wurden wieder orthodoxe Bischöfe für Połock ernannt, meist ohne reale Amtsführung.
- Meletius Smotrizki (1622–1628)
- Silvester Kossow (1635–1649)
- Kallist Dorofejewitsch-Ritoraiski (1657–1661)

## 1833–1944
- Smaragd Kryschanowskij (1833–1837)
- Isidor Nikolskij (1837–1840) (vorher Erzbischof von Minsk)
- Wasilij Luschinskij (1840–1866) (vorher unierter Bischof von Polazk)
- Sawa Tichomirow (1866–1874)
- Wiktorin Ljubimow (1874–1882) (vorher Bischof von Kasan)
- Markel Poppel (1882–1889)
- Antonin Derschawin (1889–1893) (danach Bischof von Pskow)
- Alexander Sakkis (1893–1899)
- Tichon Nikanorow (1899–1902)
- Serafim Meschtscherjakow (1902–1911) (danach Bischof von Irkutsk)
- Nikodim Bokow (1911–1913)
- Wladimir Putjata (1913–1914) (vorher Bischof von Omsk)
- Innokentij Jastrebow (1914–1915)
- Kirion Sadsegeli (1915–1917)
- Innokentij Jastrebow  (1917–1926)
- Pantelejmon Roschnowskij (1917–1920)
- Pawlin Kroschetschkin (1926–1930) (danach Bischof von Perm)
- Gabriil Woewodin (1927–1928)
- Nikolaj Pokrowskij (1931–1933)
- Afanasij Martos (1942–1944)

## Seit 1992
- Dmitrij Drosdow (1989–1992)
- Gleb Sawin (1992–1996)
- Feodosij Biltschenko (seit 1997)